# Jean Jourdan
Pour les articles homonymes, voir Jourdan.
Jean Jourdan, dit Chocho, né le 28 juillet 1908 à Aimargues et mort le 14 novembre 1986 au Cailar, est un militant anarchiste français.

## Biographie

### Famille
Il est le gendre d'Urban Ravel, né en 1877 et surnommé Crausti,. Son frère aîné Paul est également militant anarchiste,.

### Engagement
Jean Jourdan quitte l’école à l’âge de douze ans. Après avoir suivi un apprentissage de maréchal-ferrant, il devient ouvrier agricole.
Inspiré par la lecture de Sébastien Faure, il devient anarchiste et adhère au Groupe d’études sociales créé à Aimargues dans les années 1920. Il rencontre Nestor Makhno venu s'y réfugier en 1924.
En 1927, le Groupe d'études sociales, devenu le groupe anarchiste d'Aimargues, est constitué d’une douzaine de personnes et contribue à la création d'une coopérative de consommation, La Fourmi, sous l’influence du courant coopératiste de Charles Gide.
Jean Jourdan héberge souvent les orateurs des conférences organisées à Aimargues dont Maurice Joyeux. Il participe également, en 1934, à l’hébergement de Paul Roussenq.
Lors de la guerre d’Espagne, il aide à recruter des volontaires, et André Prudhommeaux lui confie la mission d’acheter des armes et de les faire passer en Espagne. C’est à cette occasion qu’il participe au cambriolage d’une armurerie à Narbonne.
Mobilisé en 1939, il choisit l'insoumission et change d’identité et de ville. Un an plus tard, il est arrêté à Aimargues et interné au camp de Saint-Sulpice-la-Pointe, où il rencontre Émile Armand. Il aurait alors fait jouer ses relations avec un socialiste pacifiste rallié au régime de Vichy pour être libéré, ce qui lui vaudra d'être accusé par d'aucuns d'avoir « trafiqué avec les Allemands ».
À la Libération, Augustin Pourreau quitte ses fonctions de maire d'Aimargues et Jean Jourdan est nommé à la tête du comité local de Libération (tandis que son frère en devient le secrétaire,). Il organise la réquisition de denrées alimentaires pour la population et s’oppose à la tonte de femmes du village suspectées d’avoir fréquenté l’occupant. Il prend également part à l'opération de réquisition au mas de Malherbes, habité par Marguerite Hugo. Prenant la parole au nom du groupe, il réclame trois mille kilos de pommes de terre, « fruit du travail des ouvriers ». Selon lui, devant son entêtement, il convoque la mémoire de son aïeul Victor Hugo pour la persuader : « Si votre grand-père revenait, comment comprendrait-il cette scène, et qui pourrait-il accuser ? Les misérables d'Aimargues ou sa petite-fille ? [...] Il a pardonné Jourdan Coupe-Tête [...] Jourdan d'Aimargues n'est pas un monstre, il demande ces pommes de terre pour une population de deux mille habitants qui ne mange plus à sa faim depuis cinq ans. Non Marguerite, si vous continuez à refuser, c'est que vous n'avez pas du sang de Hugo dans les veines ». À l'en croire, elle cède les yeux « rempli[s] de larme ». Il la remercie en lui récitant des passages du Christ au Vatican.
Mais s'effaçant devant René Bernard, il refuse de devenir formellement président du comité, puis maire du village, mais accepte néanmoins d'en être le secrétaire avec son frère Paul.
Au sortir de la guerre, le groupe libertaire et le syndicat autonome d’Aimargues sont exsangues. Jean Jourdan se brouille avec ses ex-camarades et s’installe dans le village voisin, Le Cailar, sur une parcelle achetée en 1948, où il ouvre, avec sa femme Marie, une guinguette connue sous le nom de Guinguette à Chocho.
Ayant subi une vasectomie, il n'eut pas de postérité.
Il repose au cimetière d'Aimargues.